# Předseda vlády České republiky
Předseda vlády České republiky je hlavou vlády České republiky, vrcholný představitel výkonné moci a z hlediska protokolu čtvrtý nejvyšší ústavní činitel státu. Sídlí v Kramářově vile v Praze.  Od listopadu 2021 je předsedou vlády Petr Fiala z ODS. 
Předseda vlády je jmenován prezidentem republiky. Jestliže dvakrát neuspěje při sestavení vlády (vláda nezíská důvěru parlamentu), pro třetí pokus jmenuje prezident předsedu na základě návrhu předsedy Poslanecké sněmovny. Demisi podává předseda vlády do rukou prezidenta. Podle ústavní zvyklosti demise předsedy vlády je demisí vlády celé.

## Postavení
Podle Ústavy České republiky předseda vlády organizuje činnost vlády, řídí její schůze a vystupuje jejím jménem a vykonává další činnosti, které mu svěří ústava nebo jiné zákony.  Na jeho návrh prezident republiky jmenuje a odvolává další členy vlády. Jeho prostřednictvím také podávají další členové vlády demisi do rukou prezidenta. 
Jeho pozice v rámci vlády je poměrně silná. Ačkoli vláda rozhoduje ve sboru, směřování politiky určuje její předseda. Přesto nesmí přímo ovlivňovat činnost jednotlivých ministerstev. Jeho výsadní postavení dokládá zejména to, že na jeho návrh jsou jmenováni a odvoláváni další členové vlády. Na druhou stranu je fakticky v tomto obvykle omezen koaliční smlouvou.
Přestože pro to není opora v ústavě, jeho demise je podle zavedené praxe považována za demisi celé vlády. Tento názor je také obecně přijímán v právní teorii, ovšem někteří právníci jej nesdílejí. Např. podle ústavního právníka Jana Filipa má být demise vlády zásadním rozhodnutím celé vlády, nový předseda vlády by navíc podle něj měl mít dostatek možností k provedení potřebných změn. Ačkoli předseda vlády tak může podle výslovného znění ústavy podat demisi a současně dát prezidentovi návrh na odvolání ostatních členů vlády, při vládní krizi v roce 1997 podal premiér Václav Klaus demisi s dovětkem o demisi celé vlády. Později bylo i s demisemi některých dalších premiérů nakládáno jako s demisemi celých vlád, čímž byla vytvořena ústavní zvyklost. Výslovně ji zakotvit do českého právního řádu bylo navrženo v souvislosti s rozsáhlejší novelizací Ústavy v roce 1999, tento návrh ale tehdy neprošel.

Česká ústava umožňuje jmenovat předsedu vlády dříve než ostatní členy vlády. V takové situaci existují dva předsedové vlády. Nový ale pouze sestavuje budoucí vládu a prezidentu republiky navrhuje kandidáty ke jmenování za členy vlády. Bez opory kabinetu se na něj hledí pouze jako na designovaného, jmenovaného do úřadu. Pravomoci předsedy vlády dále plní dosavadní předseda v čele existujícího kabinetu, jehož členové jsou prezidentem pověřeni k výkonu funkcí v demisi až do jmenování nové vlády.

## Pravomoci

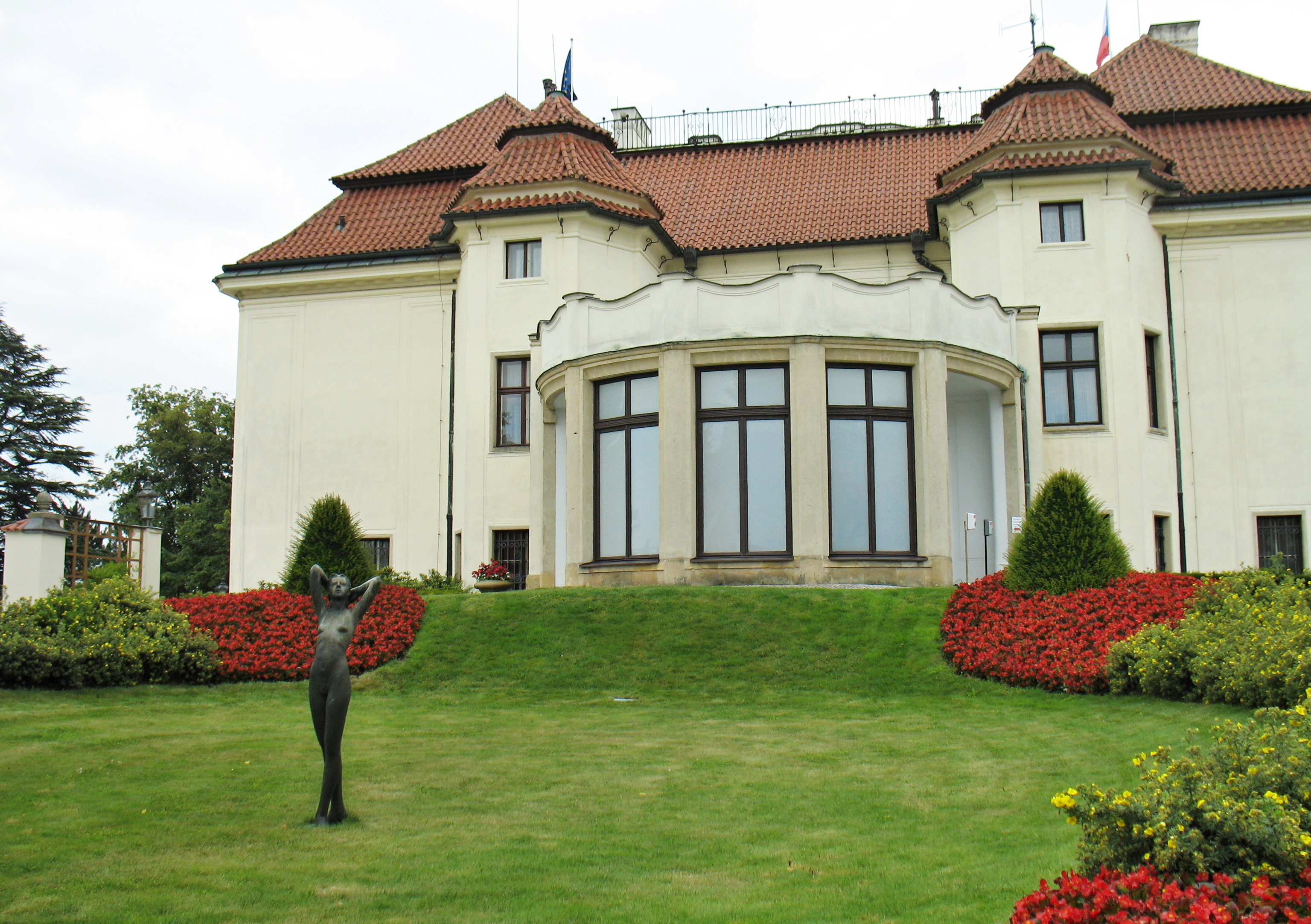
Kramářova vila, oficiální sídlo předsedy vlády

Podepisuje nařízení vlády a usnesení vlády, spolupodepisuje zákony a zákonná opatření Senátu. Rovněž kontrasignuje rozhodnutí prezidenta republiky podle článku 63 Ústavy a nese za ně spolu s celou vládou odpovědnost. Kontrasignací může pověřit jiného člena vlády, a může spolupodpis odmítnout. V případě uvolnění úřadu prezidenta nebo pokud nemůže prezident svůj úřad ze závažných důvodů vykonávat, přísluší mu výkon některých funkcí dle článku 63. Konkrétně to jsou:
- zastupování státu navenek
- sjednávání a ratifikace mezinárodních smluv
- je vrchním velitelem ozbrojených sil
- přijímání vedoucích zastupitelských misí
- pověřování a odvolávání vedoucích zastupitelských misí
- propůjčování a udělování státních vyznamenání
- jmenování soudců
- nařízení, aby se trestní řízení nezahajovalo, a bylo-li zahájeno, aby se v něm nepokračovalo
- udělování amnestie
- výkon pravomocí neuvedených v ústavních zákonech, ale v běžných zákonech

Mezi další pravomoci, které předsedovi vlády svěřují zákony, patří například:
- oprávnění zprostit  člena vlády nebo vedoucího ústředního orgánu státní správy mlčenlivosti ve vztahu k utajovaným skutečnostem;[15]
- zastupování ČR v Evropské radě (z titulu své funkce);
- jmenování a odvolávání ředitele Generální inspekce bezpečnostních sborů, který je mu z výkonu své funkce odpovědný;[16]
- předsedání bezpečnostní radě státu.

Významnou pravomocí předsedy vlády je pak možnost v mimořádných případech, kdy existuje nebezpečí z prodlení, nahradit svým rozhodnutím celou vládu a vyhlásit nouzový stav, a současně přijmout příslušná krizová opatření. Jeho rozhodnutí vláda musí do 24 hodin od vyhlášení schválit nebo zrušit. V historii ČR k tomu došlo jen dvakrát, a to v rámci povodní v srpnu 2002 – 12. srpna 2002 premiér Špidla vyhlásil nouzový stav pro území hlavního města Prahy, Středočeského kraje, Jihočeského kraje, Plzeňského kraje a Karlovarského kraje, a o den později pak i pro území Ústeckého kraje. Ministerstvo obrany pracovalo s materiálem navrhujícím, aby v případě neakceschopné vlády přešlo na premiéra i rozhodování o vyhlášení stavu ohrožení státu, avšak příslušná ústavní novela nebyla zatím (2024) navržena. Nicméně již v roce 1999 došlo k situaci, kdy z důvodu časové tísně za vládu rozhodl pouze její předseda, a to ohledně souhlasu s leteckými útoky NATO na Jugoslávii.
Předseda vlády je také držitelem jednoho ze sedmi klíčů od dveří do Korunní komory v kapli sv. Václava v katedrále sv. Víta, kde jsou uloženy české korunovační klenoty. Uděluje také například medaili Karla Kramáře a jiná ocenění. Často rovněž provádí různé ceremoniální kroky.